# Litidionite
La litidionite è un minerale appartenente al gruppo omonimo. Il nome ufficiale riconosciuto dall'IMA è stato modificato nell'aprile 2014 da lithidionite a litidionite per riflettere la grafia originale.